# Quintana Roo, Chiapas
Quintana Roo är en ort i Mexiko.   Den ligger i kommunen Jiquipilas och delstaten Chiapas, i den sydöstra delen av landet, 700 km sydost om huvudstaden Mexico City. Quintana Roo ligger 553 meter över havet och antalet invånare är 1 243.
Terrängen runt Quintana Roo är kuperad åt sydost, men åt nordväst är den platt. Runt Quintana Roo är det ganska glesbefolkat, med 34 invånare per kvadratkilometer. Närmaste större samhälle är Cintalapa de Figueroa, 18,7 km nordväst om Quintana Roo. I omgivningarna runt Quintana Roo växer huvudsakligen savannskog.